# Футбол на летних Азиатских играх 1994
Соревнования по футболу на летних Азиатских играх 1994 прошли с 1 октября по 16 октября. Было разыграно два комплекта наград среди мужчин и женщин.

## Медали

### Общий зачёт
| Место | Команда              | Золото | Серебро | Бронза | Всего |
| ----- | -------------------- | ------ | ------- | ------ | ----- |
| 1     | Китай                | 1      | 1       | 0      | 2     |
| 2     | Узбекистан           | 1      | 0       | 0      | 1     |
| 3     | Япония               | 0      | 1       | 0      | 1     |
| 4     | Китайская Республика | 0      | 0       | 1      | 1     |
| 5     | Кувейт               | 0      | 0       | 1      | 1     |